# Shoin

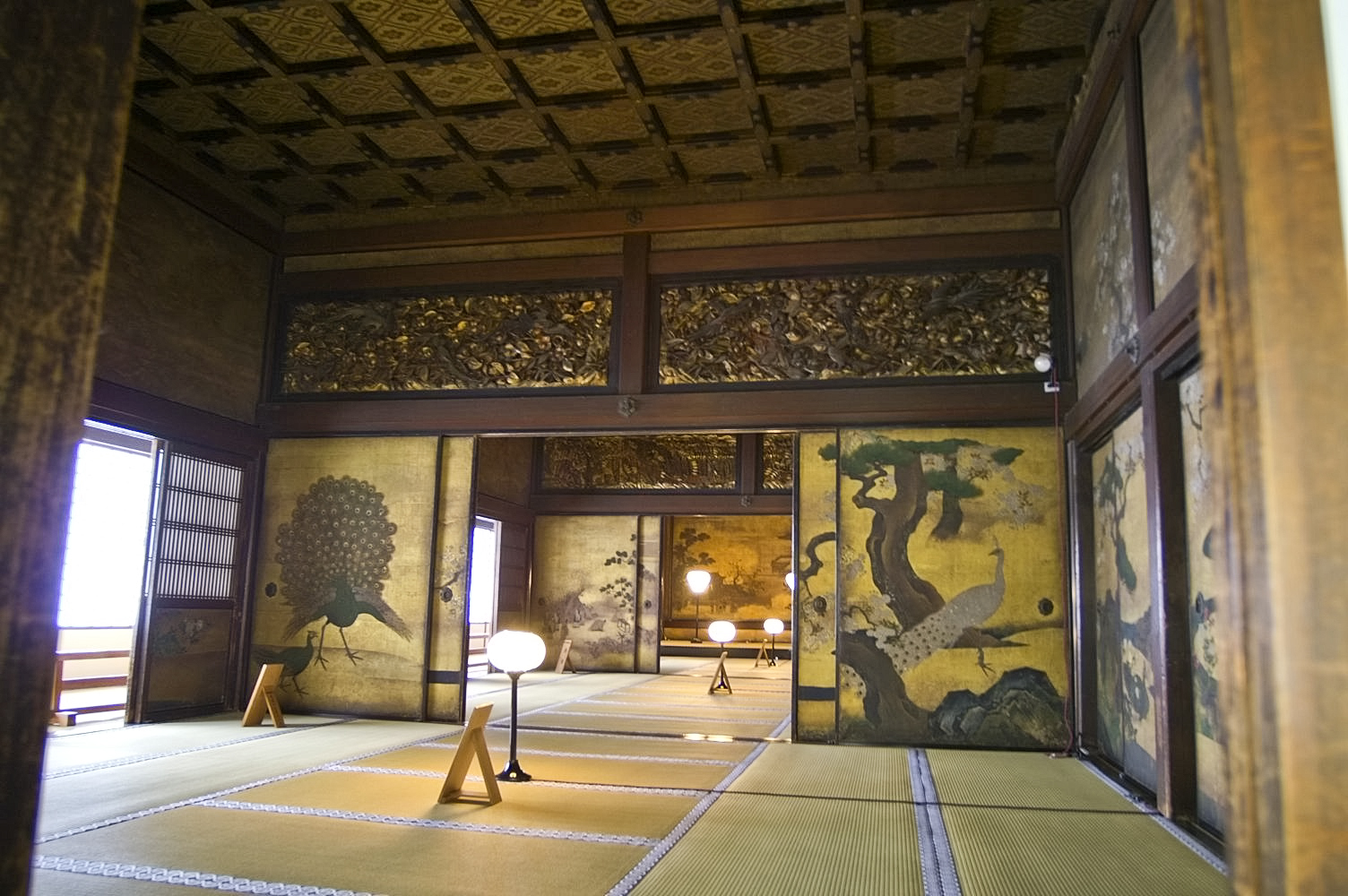
Le Shiro-shoin du Hongan-ji.

Un shoin (書院, « salle de dessin », « salle d'étude ») est un type de salle d'audience de l'architecture japonaise apparue au cours de l'époque de Muromachi (1336-1573). À l'origine, le terme signifie un lieu d'étude pour des cours sur les sūtras dans un temple, mais plus tard sa signification évolue et désigne simplement un salon ou une étude. C'est de cette pièce que le style shoin-zukuri tient son nom. Dans un bâtiment shoin-zukuri, le shoin est le zashiki, pièce au sol couvert d'un tatami et destinée à la réception des hôtes.
L'architecture naissante de l'époque de Muromachi est nécessairement influencée par l'apparition et l'usage croissant du shoin. L'un des changements les plus notables de la création du shoin est l'habitude de revêtir les sols de tatamis. Étant donné que les tatamis ont une taille déterminée, les plans au sol des shoin se développent en fonction des proportions des tatamis, ce qui à son tour affecte les proportions des portes, la hauteur des chambres et autres aspects des bâtiments. Avant que les shoin ne popularisent la pratique consistant à couvrir les sols avec des tatamis, la coutume était de ne disposer qu'un unique tatami pour que la personne du plus haut rang dans la pièce s'y installe.
L'architecture environnante et influencée par les shoin développe rapidement de nombreuses autres caractéristiques distinctives. Étant donné que les invités japonais sont assis par terre plutôt que sur des sièges, ils sont placés à un niveau inférieur à celui de leurs homologues chinois habitués à utiliser des meubles. Cet emplacement plus bas entraîne des nouveautés telles que les plafonds suspendus qui suggèrent que les pièces ont moins de volume et qui dissimulent les chevrons des plafonds qui ne sont donc plus visibles comme ils le sont en Chine. Les nouveaux plafonds suspendus permettent également une décoration plus élaborée, avec de nombreux plafonds suspendus très ornés en plus des plafonds ordinaires beaucoup plus simples. Deux autres développements caractéristiques issus du bas niveau d'assise des invités sont le tokonoma et le chigaidana.
- Le tokonoma est un renfoncement élevé aménagé dans un mur pour créer, à un niveau confortable pour les yeux, un espace destiné à l'exposition d'objets de l'art chinois populaire à l'époque[3].

- Le chigaidana, ou « étagères décalées », est un rayonnage intégré dans le tokonoma pour exposer des objets plus petits[3].

- Apparu en même temps que le développement de l'architecture shoin, le fusuma, ou « porte coulissante », devient un moyen populaire de diviser les pièces[3]. En conséquence, des colonnes à section carrées sont créées pour recevoir les portes coulissantes[3].

L'asymétrie de la paire tokonoma et chigaidana ainsi que les piliers carrés différencient l'agencement shoin de celui de l'architecture chinoise à une époque  qui préfère les paires symétriques d'objets de mobiliers et les piliers ronds. Peu de temps après son avènement, l'architecture shoin est associée à ces éléments en constante évolution car elle est devenue la forme prédominante des salles de réunions officielles.
« L'architecture change comme changent les modes de vie. Il est peu d'autres façons de voir si directement et si concrètement les changements dans la vie sociale et culturelle de l'élite [de l'époque de] Muromachi que dans le développement de l'architecture de style shoin et dans l'invention de la nouvelle forme de la structure interne connue sous le nom kaisho. » Teiji Ito (en).